# 月のランプ
「月のランプ」（つきのランプ）は、1990年5月21日にリリースされた平松愛理の4枚目のシングル。発売元はポニーキャニオン。

## 背景
表題曲「月のランプ」は、フジテレビ系で放送された生放送のバラエティ番組『ウッチャンナンチャンの誰かがやらねば!』のエンディング・テーマに使用された。当時平松は同番組に毎週生出演し、この曲をピアノ弾き語りで演奏した。エンディング用のセットは当時のフジテレビ社屋屋上に組まれ、演奏はそこで行われた。最終回の日は雨に降られ、雨合羽を着ての演奏だった。
カップリングの「GIRLFRIEND」は、前年に発売された2枚目のアルバム『とっておきの20秒』に収録されていた曲で、1992年にリリースされたシングル「部屋とYシャツと私」のカップリング曲としてオーケストラバージョンで収録された。
この曲から、平松の楽曲の編曲は後に夫となる清水信之が担当するようになった。

## 収録曲
1. 月のランプ（4:30）
作詞・作曲：平松愛理／編曲：清水信之
2. GIRLFRIEND（4:17）
作詞・作曲：平松愛理／編曲：西平彰・平松愛理